# Chanat-la-Mouteyre
Chanat-la-Mouteyre là một xã ở tỉnh Puy-de-Dôme trong vùng Auvergne-Rhône-Alpes miền trung nước Pháp. Xã này nằm ở khu vực có độ cao trung bình mét trên mực nước biển.

## Twin towns
Chanat kết nghĩa với the town of Cappoquin in Ireland.